# Монастир Ахпат
Ахпат (вірм. Հաղպատ) — діючий монастир в однойменному селі Ахпат на півночі Вірменії за 10 км від міста Алаверді. Ахпатський монастир — значна пам'ятка містобудування середньовічної Вірменії, відрізняється єдністю й компактністю асиметричного планування, миловидним силуетом на гористому рельєфі місцевості. Монастирі Ахпат і Санаїн у 1996 році внесено до списку об'єктів Світової спадщини ЮНЕСКО.

## Історія
Монастир розташований на невеликому плато, оточеному ущелинами. Заснований в 976 р. за Ашота III Милостивого. У заснуванні монастиря значну роль відіграла цариця Хосровануш. У X—XIII ст. був одним із центрів духовної культури Вірменії. У володінні монастиря були великі земельні угіддя з селами і селянами. З другої пол. XII ст. — резиденція церковного предстоятеля Ташир-Дзорагетського (Лорійського) царства. Сюди із Санаїна була перенесена усипальниця царського роду Кюрікідів-Багратидів. 1081 року в Ахпаті був висвячений у католикоса вірменського єпископ Анійський і Ширакський Барсег. Із кін. XI ст. Ташир-Дзорагет піддавався набігам турків-сельджуків, у 1105 Ахпат і Санаїн були розграбовані еміром Кзилом, у 1111 або 1113 царство полягло. Однак незабаром його територія була визволена від сельджуків і приєднана до Грузії її царем Давидом Будівельником. З другої пол. XII ст. Ахпат належав вірменському князівському роду Арцруні, потім Захарянам (Захарідам). У XV—XVII ст., після ослаблення роду Захарянів, в монастирі перебували владики («парон-тер»), які поєднували княжу і духовну владу. Упродовж XVII—XVIII ст. через часті напади лезгінів предстоятелі Ахпата перебували в Тифлісі. У другій половині XVIII ст. кілька років у монастирі жив Саят-Нова. У пізнє середньовіччя архієпископу Ахпата підпорядковувалися уділи Вірменської Церкви на території Грузії, Імеретії, Абхазії, Борчалу та Касаху, окрім Санаїнського. У 1822—1826 рр. через загострення російсько-іранських відносин в Ахпат з Ечміадзину переїхав Католікос Єфрем. Після приєднання Східної Вірменії до Росії монастир став духовним центром Сомхіту (Борчалу) і Касаху, йому належали великі угіддя, села з селянами, рудники та ін. На поч. XX ст. монастир спорожнів, позбувся більшої частини своїх володінь, його споруди зберігалися як пам'ятка архітектури. Нині є діючим монастирем. Знову відкритий за католикоса Вазгена I.

## Комплекс монастиря

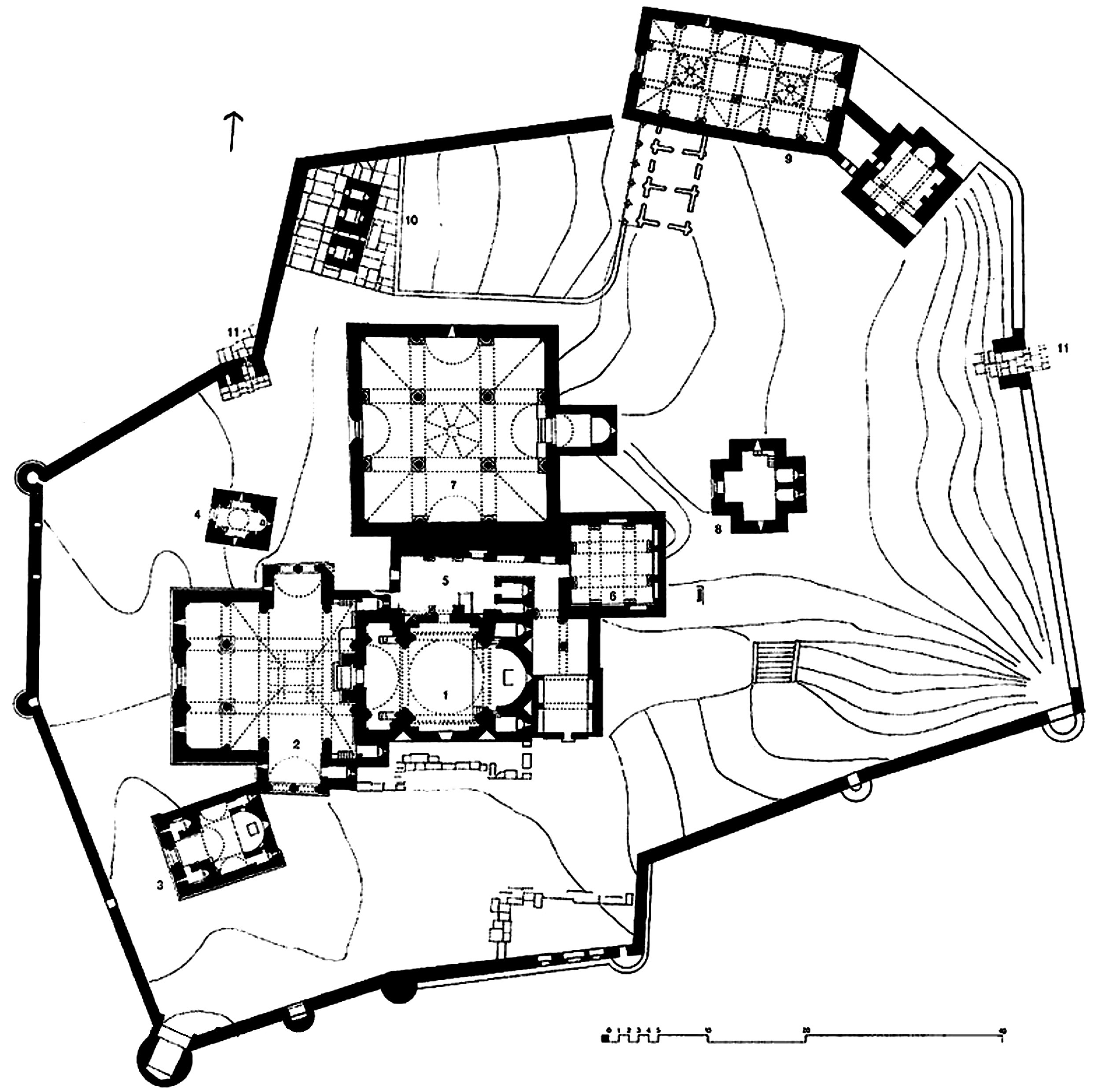
План комплексу Ахпат

Церква Сурб Ншан (Св. Знамення, 972—991, 1016) із притвором (1185, 1209), найдавніша збережена будівля монастиря, заснована царицею Хосровануш, дружиною царя Ашота III Багратуні. Вважається, що керівником будівництва церкви Сурб Ншан був архітектор Трдат.
Інтер'єр храму являє собою величний купольний зал. Збереглися фрагменти розпису початку XIII ст. у вівтарі, розписи містять вірменські й грузинські написи. На східному фасаді знаходиться скульптурне зображення синів Ашота — Смбата та Кюріке (Гургена), котрі тримають у руках модель храму. Головний убір Кюріке схожий на мітру,
а чалма Смбата є арабською регалією, що показує його право на трон.
У 1313 було створено за вказівкою видного політичного діяча, парона Садуна розпис північної стіни. Тоді ж на південній стіні був виконаний портрет сина Садуна Хутлубугі.
Перед церквою Сурб Ншан розташований жаматун (притвор), побудований у 1185 р., який слугував усипальницею Кюрікянів.
У 1223 р. монастирський комплекс Ахпата за наказом Іване Захаряна був обнесений кріпосними стінами з вежами. До нього увійшли:
- Церква Сурб Григор Лусаворіч (Святого Григорія Просвітителя), побудована 1005 року і потім перебудована 1211 року,
- Невелика купольна церква Сурб Аствацацин або Хатунашен, побудована в 1025 р.,
- Гавіт Амазаспа (1257) — просторий зал із 4 колонами, найбільший серед подібних у Вірменії,
- Усипальниця роду Уканянц із каплицями, увінчаними хачкарами, серед яких за виконанням виділяється Аменапркіч (Всеспаситель, 1273),
- Книгосховище (середини XI століття, перебудоване в 1258–1262),
- Трапезна (сер. XIII ст.)

Окремо стоїть триярусна дзвіниця (1245) з семигранною ротондою-дзвіницею, яка послужила зразком для пізніх дзвіниць, наприклад у Карсі.
У XI—XV ст. широку популярність у Вірменії отримали скрипторій і школа, засновані в Ахпаті в X ст. першим настоятелем монастиря — відомим переписувачем вардапетом Симеоном. Видатні діячі вірменської науки і культури Ованнес Саркаваг (Імастасер), Самуель Анеці, Єремія Андзревік, Давід Кобайреци, Ованес Ерзнкаці та інші викладали тут граматику, риторику, філософію, богослов'я, музику тощо. У монастирі рукописи не тільки створювалися, але і реставрувалися, велася текстологічна робота, зокрема досліджувалися Псалми та «огласительні й тайноводственні повчання» Кирила I Єрусалимського. Ахпат славився своєю школою мініатюристів, тут була створена знаменита пам'ятка мініатюри «Ахпатське євангеліє» (1211 р.).
У XI ст. при монастирі біля ц. Сурб Ншан була побудована бібліотека, що стала найбагатшою збіркою вірменських середньовічних рукописів, пізніше з метою більшого збереження вони були перенесені в довколишні печери, де були влаштовані читальні. В Ахпаті зберігалося знамените Мугнійське Євангеліє (нині в Матенадарані). Серед утрачених рукописів особливу цінність являв «Котук» (перекази монастиря Ахпат), згадується список Біблії 951 р. У 1931 р. з Ахпата в Єреван було привезено лише 12 манускриптів, інші вважаються втраченими.
За огорожею монастиря — невелика каплиця XIII століття, чудово архітектурно оформлене джерело (XIII ст.). Пам'ятки Ахпата вирізняються компактністю, сувора строгістю форм, витонченістю нечисленних декоративних деталей, дотепністю рішень простору, конструкцій.

## Галерея

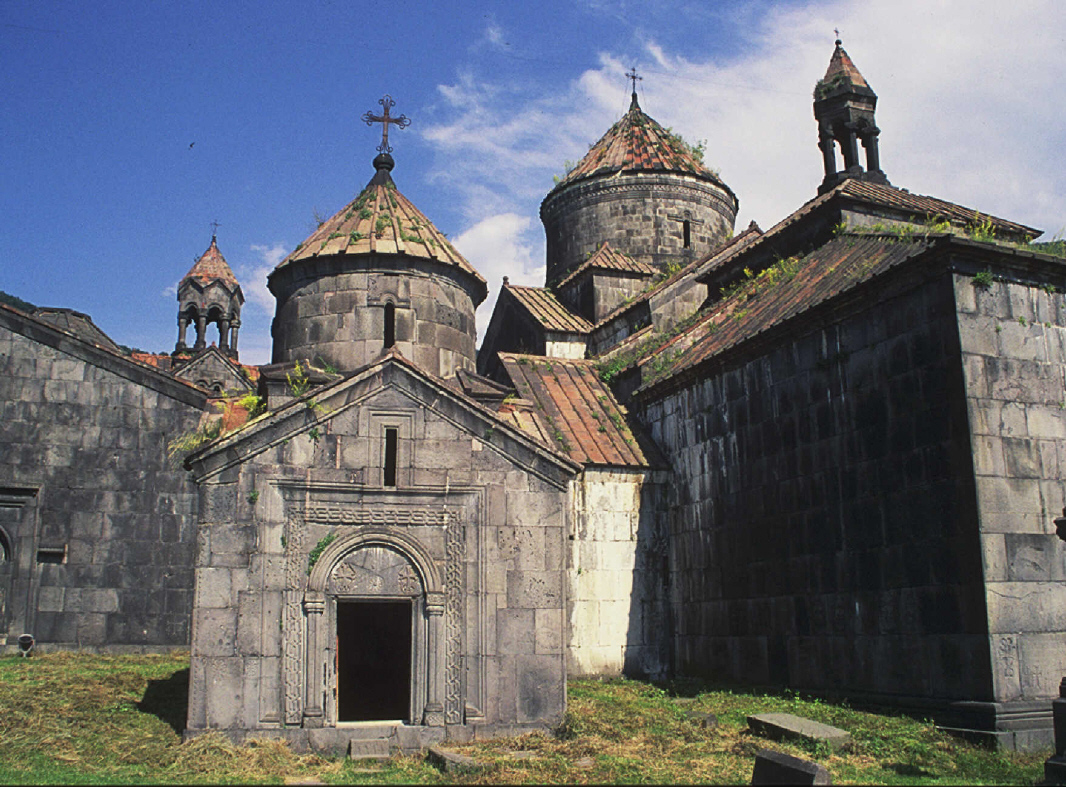
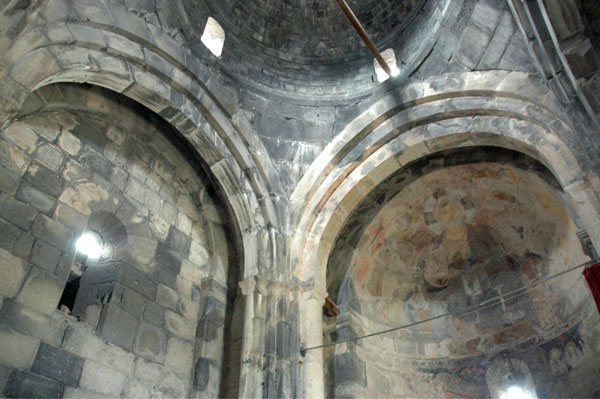
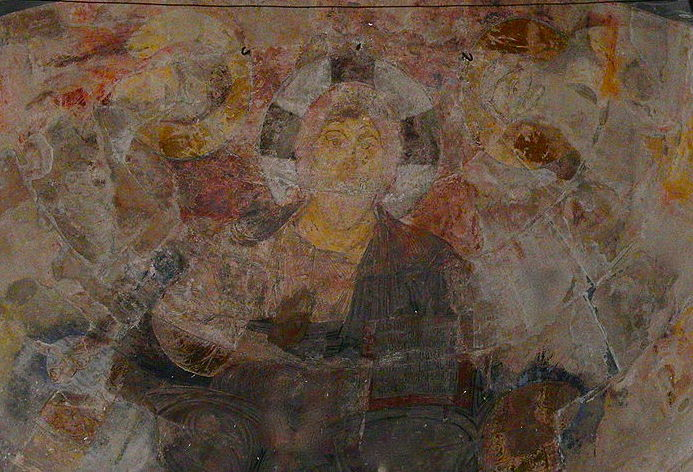
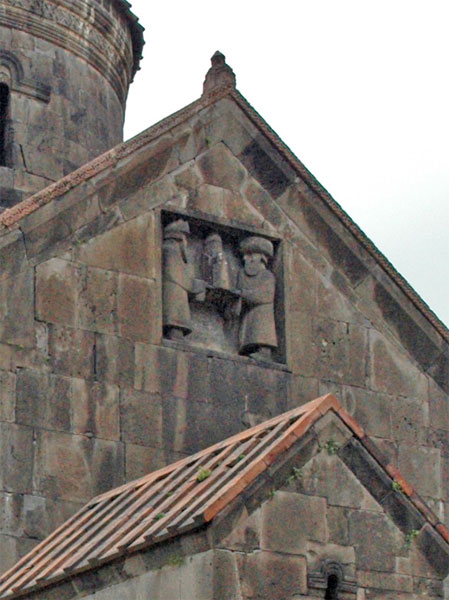
Рельєфні зображення ктиторів, царів Смбата і Кюріке (Гургена)
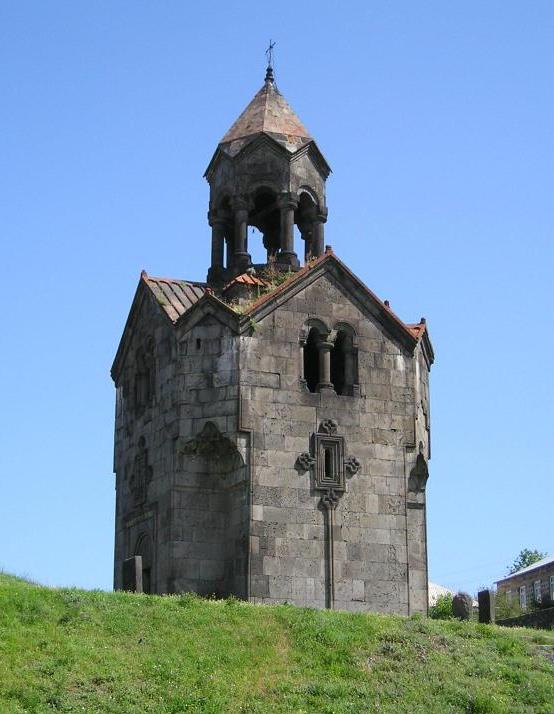
Дзвіниця 1245 р.
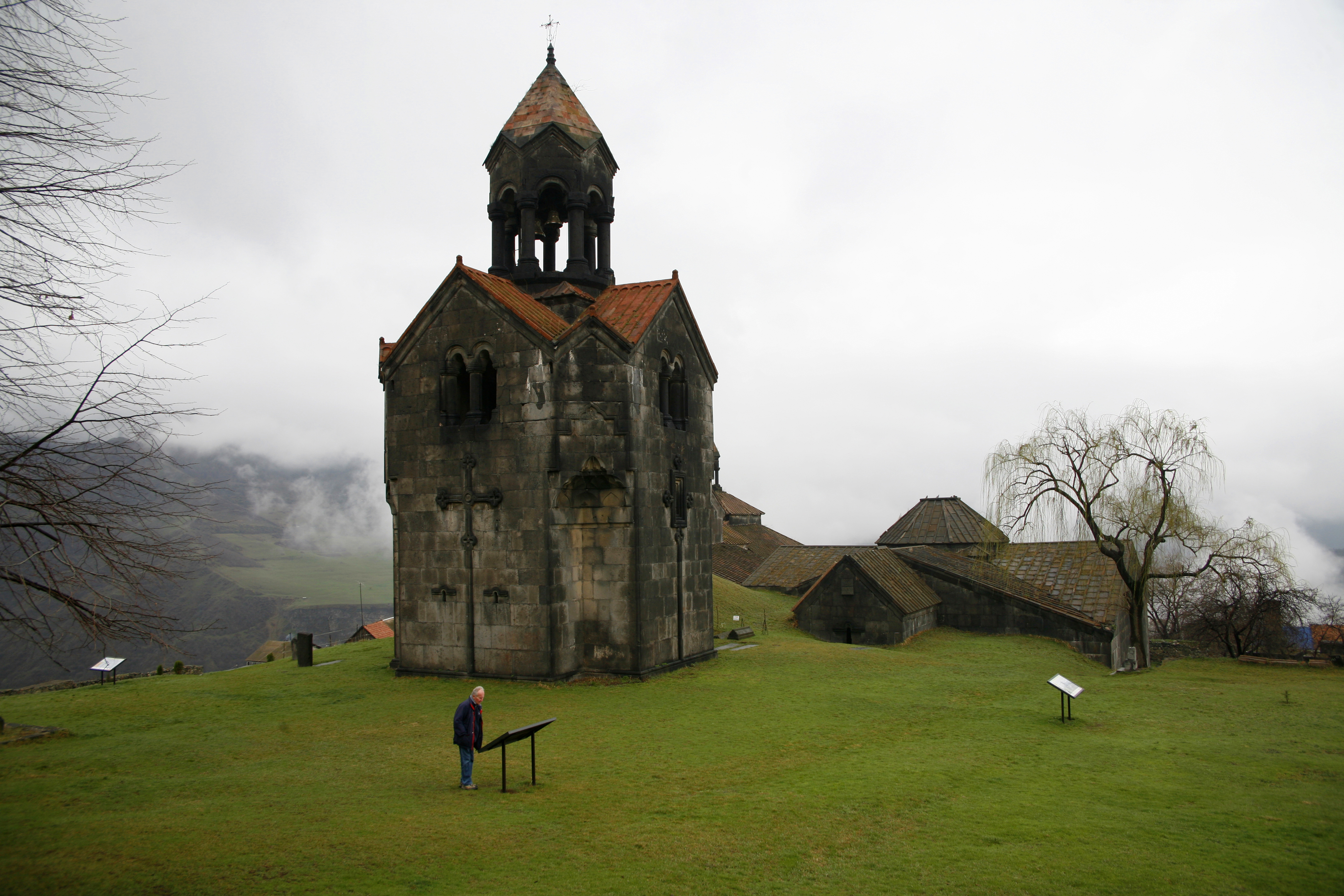
Дзвіниця з іншого боку